# Надя Сибирская
Надя Сибирская (фр. Nadia Sibirskaïa, собственно Жермен Лёба, фр.  Germaine Lebas; 11 сентября 1900, Редон, Иль и Вилен — 14 июля 1980, Динар, Иль и Вилен) — французская киноактриса.

## Биография
Рано потеряла отца, пыталась бежать из дома с бродячим цирком, была поймана и возвращена матери. В восемнадцать лет все-таки ушла из дома, добралась до Парижа, жила среди клошаров, перебивалась мелкими заработками. Дебютировала в фильме Д. Кирсанова «Ирония судьбы» (1923), стала его женой, снималась во всех его фильмах 1920—1930-х годов, а также в лентах Адриана Брюнеля, Жюльена Дювивье, Жана Ренуара («Преступление господина Ланжа», 1936; «Марсельеза», 1938), Жака Беккера.
В 1931 году вышла замуж за шелкоторговца. После 1939 года в кино не снималась. В годы войны была арестована за то, что укрывала у себя в доме евреев.